# Febo Mari
Pour les articles homonymes, voir Mari.
Febo Mari, né le 16 janvier 1884 à Messine et mort le 6 juin 1939 à Rome, est un acteur, réalisateur et scénariste italien.

## Biographie
Fils de Giovanni et Teresa Spadaro, Febo Mari (pseudonyme d'Alfredo Rodriquez), nait à Messine le 16 janvier 1881 dans une famille noble. Les Rodriquez, barons aux lointaines origines espagnoles.
Une fois diplômé en lettres et philosophie, il déménage à Milan pour travailler comme critique de théâtre pour un magazine de Messine. Après peu de temps, il décide d'entrer au théâtre comme acteur dans quelques compagnies établies, parmi lesquelles celle de Sem Benelli. À 27 ans, il prend en main la direction théâtre milanais Manzoni.
Il épouse le 23 décembre 1908 une jeune actrice, Berta Vestri, dite Piera. Il l'abandonne pour aller vivre avec l'actrice Nietta Mordeglia (it), qu'il épouse le 8 octobre 1938, après la mort de sa première femme.

## Filmographie

### Réalisateur
- 1912 : Il critico
- 1915 : L'emigrante
- 1916 : Les Cendres du passé (Cenere)
- 1916 : La gloria
- 1917 : Judas (Giuda)
- 1917 : Il fauno
- 1917 : Ercole
- 1918 : Attila (Attila, il flagello di Dio)
- 1919 : Tormento
- 1919 : L'orma
- 1919 : Casa di bambola
- 1919 : L'arena
- 1920 : Maddalena Ferat
- 1921 : La sfinge dagli occhi verdi
- 1923 : Triboulet
- 1925 : La torre di Nesle

### Acteur
- 1912 : Il critico de lui-même
- 1912 : Padre de Dante Testa
- 1916 : Les Cendres du passé (Cenere)
- 1916 : La gloria de lui-même
- 1917 : Ercole de lui-même
- 1917 : Judas (Giuda) de lui-même
- 1918 : Attila (Attila, il flagello di Dio) de lui-même
- 1919 : Tormento de lui-même
- 1919 : L'orma de lui-même
- 1919 : Casa di bambola de lui-même
- 1921 : La sfinge dagli occhi verdi de lui-même
- 1923 : Triboulet de lui-même
- 1929 : Mese mariano d'Ubaldo Pittei
- 1930 : Assunta Spina de Roberto Roberti
- 1937 : I tre desideri de Giorgio Ferroni et Kurt Gerron
- 1938 : Giuseppe verdi - Le Roman d'un génie de Carmine Gallone
- 1938 : Lotte nell'ombra de Domenico Gambino